# Лапидарное письмо

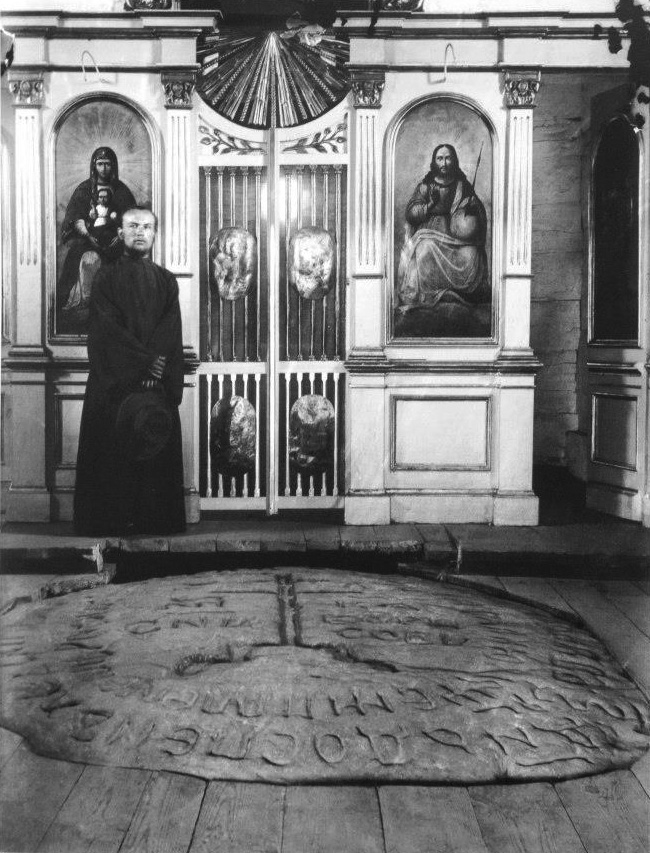
Рогволодов камень,
фотоснимок 1896 года

Лапидарное письмо — письмо, находимое на камнях и иных твердых материалах, из которых воздвигаются памятники. Лапидарное письмо требовало особых резчиков, которым иногда, помимо надписей, приходилось изображать и рисунки.
Лапидарное письмо (от лат. lapidarius «каменотес») применялось для надписей особо важного содержания. Обычно помещалось на камне, и имело строгие, лишенные излишеств формы. Лапидарное письмо иногда также называют квадратным или монументальным. С V в. до н. э. известно большое количество подобных резчиков на камнях.